# 丁格尔半岛
52°11′36″N 10°05′02″W / 52.19333°N 10.08389°W
丁格尔半岛是愛爾蘭凱里郡的面積較大的半岛中最北端的一个半島，名稱來自於半島上的城鎮丁格尔。丁格爾半島西端的鄧摩爾角是愛爾蘭的最西點。布拉斯凱特群島位於丁格爾半島的西南端。